# Warlords (Computerspielreihe)
Warlords ist eine Reihe rundenbasierter Computer-Strategiespiele des australischen Spieleentwicklers Steve Fawkner. Fawkner entwarf die Serie während seiner Tätigkeit für das australische Entwicklungsstudio Strategic Studies Group (SSG) und führte sie nach seinem Ausscheiden mit seinem Entwicklerstudio Infinite Interactive weiter.

## Beschreibung
Die Warlords-Spiele sind in der mittelalterlichen Fantasywelt Etheria angesiedelt, in der verschiedene Fraktionen um die militärische Vorherrschaft ringen. Die Spiele beinhalten neben der Möglichkeit eines freien Spiels auf zufallsgenerierten Karten auch Einzelspieler-Kampagnen, deren Mission durch eine lose erzählte Handlung miteinander verbunden sind. Alle Teile verwenden dabei ein rundenbasiertes Spielprinzip.
Über die Missionskarte liegen verteilt üblicherweise mehrere Burgen, die Ausgangspunkt für die Einheitenproduktion sind und die es zu erobern gilt. Jede Burg kann eine Einheit zur selben Zeit ausbilden, die Ausbildungsdauer in Runden ist dabei meist abhängig von Typ und Stärke der auszubildenden Einheit. Allerdings ist die Auswahl der verfügbaren Einheitentypen begrenzt und variiert von Festung zu Festung. Teil des Spiels ist daher auch die Organisation der Einheitenproduktion. Der Spieler kann das Produktionsportfolio modifizieren oder Einheiten aus weit im Hinterland liegenden Burgen automatisch an die Frontlinie versetzen lassen. Der Spieler benötigt für den Einheitenunterhalt oder die Veränderung der Einheitenpalette einer Burg Gold. Dieses wird in der Regel durch die eroberten Burgen eingenommen, die pro Runde eine bestimmte Goldsumme erwirtschaften.
Zu den Standard-Einheitentypen kommen sogenannte Helden, die einen zweiten zentralen Spielaspekt der Serie darstellen und alternative Aktionsmöglichkeiten bieten. Neben Burgen existieren beispielsweise auch spezielle Lokalitäten wie alte Ruinen oder Verliese, die nur von Helden betreten werden können. Dort können Gold oder besonders mächtige Kreaturen gefunden werden, die sich dem Spieler anschließen. Helden können daneben ähnlich wie in Rollenspielen Quests annehmen, für deren Erfüllung sie zur Belohnungen Erfahrungspunkte und besondere Gegenstände erhalten. Auf diese Weise können über die Gegenstände oder einen Stufenaufstieg die Attribute des Helden verbessert werden, was sie zu besonders schlagkräftigen Einheiten werden lässt. Zudem spielen sie in den Kampagnen handlungs- und spielrelevante Rollen.

## Veröffentlichte Spiele
| Titel                          | Erstveröffentlichung | Entwickler              | Publisher               | Plattform                   |
| ------------------------------ | -------------------- | ----------------------- | ----------------------- | --------------------------- |
| Warlords                       | 1990                 | Strategic Studies Group | Strategic Studies Group | Amiga, DOS, Mac OS          |
| Warlords II                    | 1993                 | Strategic Studies Group | Strategic Studies Group | DOS, Mac OS, Windows Mobile |
| Warlords II Scenario Builder   | 1994                 | Strategic Studies Group | Strategic Studies Group | DOS                         |
| Warlords II Deluxe             | 1995                 | Strategic Studies Group | Strategic Studies Group | DOS, Mac OS                 |
| Warlords III: Reign of Heroes  | 8. Okt. 1997         | Strategic Studies Group | Red Orb Entertainment   | Windows                     |
| Warlords III: Darklords Rising | 1998                 | Strategic Studies Group | Red Orb Entertainment   | Windows                     |
| Warlords IV: Heroes of Etheria | 27. Nov. 2003        | Infinite Interactive    | Ubisoft                 | Windows                     |

Daneben existierte eine Ablegerreihe aus dem Genre der Echtzeitstrategie, die unter dem Titel Warlords Battlecry veröffentlicht wurde, sowie ein weiterer Ableger namens Puzzle Quest: Challenge of the Warlords, eine Kombination aus Computer-Rollenspiel, Strategie und Puzzleelementen.